# 矮小厚喙菊
矮小厚喙菊（学名：Lihengia gombalana）是菊科李恒菊属的植物，是中国的特有植物。分布在中国大陆的云南、西藏等地，生长于海拔3,200米的地区，见于山坡沟边，目前尚未由人工引种栽培。
矮小厚喙菊原属厚喙菊属，2021年重新分到李恒菊属。